# Zeralda (ferry)
Pour l’article homonyme, voir Zéralda.
Le Zeralda (arabe : زرالدة) est un ferry ayant appartenu à la compagnie algérienne Algérie Ferries. Construit de 1970 à 1971 par les chantiers Nippon Kokan de Shimizu sous le nom de Bougainvillea (ぶーげんびりあ, Būgenbiria) il est le dernier d'une série de quatre navires identiques construits pour la compagnie japonaise Nippon Car Ferry. Mis en service en avril 1971 sur les liaisons entre les îles d'Honshū et de Kyūshū, il sera rapidement supplanté en 1974 par des navires plus imposants. Vendu en 1976 à la Compagnie nationale algérienne de navigation (CNAN) il est renommé Zeralda et affecté sur les lignes entre l'Algérie, la France et l'Espagne. Transféré en 1987 au sein de la nouvelle compagnie publique Algérie Ferries, il conserve son affectation jusqu'en 2005 avant d'être revendu à l'armateur égyptien Cleopatra Navigation en 2006. Rebaptisé Cleopatra Moon, il est exploité en mer Rouge par son nouvel armateur avant d'être finalement désarmé en 2010 à Suez. Abandonné au mouillage pendant treize ans, il est finalement détruit par un incendie en octobre 2023.

## Histoire

### Origines et construction
En 1970, la compagnie Nippon Car Ferry, exploitant depuis 1965 de petits navires entre différents ports de la baie de Tokyo, décide de l'ouverture d'une ligne reliant Tokyo à l'île de Kyūshū. Afin de proposer le maximum de fréquences, la compagnie envisage la mise en service de quatre navires identiques.
Premiers navires de la compagnie spécialement conçus pour le long cours, ces quatre unités, mesurant 118 mètres de longueur, sont prévues pour transporter environ 1 000 passagers et une centaine de véhicules à la vitesse de 19 nœuds. Contrairement à la plupart des car-ferries au Japon, plutôt orientés vers le transport de fret, leur conception est davantage centrée sur le transport des passagers. Leurs aménagements offrent donc un maximum de confort avec deux espaces de restauration, un izakaya traditionnel ainsi que des cabines privatives en 1re classe et des dortoirs en classe Touriste. Pour permettre une mise en service simultanée des quatre navires pour l'année 1971, leur construction est confiée à deux chantiers différents. Les chantiers Mitsubishi Heavy Industries de Kobe s'occupent ainsi de la réalisation du Phenix et de l‘Hibiscus tandis que le constructeur Nippon Kokkan de Shimizu s'affairent à celles du Saintpaulia et du Bougainvillea.
Le Bougainvillea est mis sur cale le 16 juillet 1970. Le navire est ensuite lancé le 26 décembre suivant puis achevé durant presque quatre mois avant d'être livré à Nippon Car Ferry le 10 avril 1971.

### Service

#### Nippon Car Ferry (1971-1976)
Le Bougainvillea est mis en service en avril 1971 entre Kawasaki et Hyūga dans la préfecture de Miyazaki. Il entre en service simultané avec l‘Hibiscus, sorti des chantiers Mitsubishi. Ils rejoignent leurs jumeaux Phenix et Saintpaulia, mis en service au mois de mars. 
En 1974, l'arrivée du Takachiho Maru et du Mimitsu Maru, plus imposants et plus rapides, entre Kawasaki et Hyūga entraîne le retrait du Bougainvillea, qui devient un navire de réserve, et le redéploiement des autres navires sur les liaisons au départ du Kansai. Toutefois, il apparaîtra rapidement que ces navires ne sont pas adaptés à ces lignes, en particulier celle au départ de Kobe, par laquelle transitent moins de passagers et davantage de fret. Ainsi, le Bougainvillea est vendu en 1976 à la Compagnie nationale algérienne de navigation (CNAN), de même que son jumeau l‘Hibiscus. La CNAN avait par ailleurs fait l'acquisition, un an plus tôt, de leur sister-ship le Phenix.

#### CNAN/Algérie Ferries (1976-2006)
Renommé Zeralda, le navire quitte le Japon pour rejoindre la Méditerranée. Il subit quelques transformations, notamment l'ajout d'un bloc à l'arrière ainsi que la suppression du pont garage sur le pont 4. Sa capacité est également augmentée et les dispositifs de sécurité renforcés avec l'ajout d'embarcations de sauvetage, absentes jusqu'alors, sur le pont supérieur.
Le navire et son jumeau, rebaptisé Hoggar, entrent en service entre l'Algérie, la France et l'Espagne au cours de l'été 1976. Ils rejoignent sur cette desserte leur autre sister-ship, l'ancien Phenix, qui a pris le nom de Tipasa. L'arrivée du Hoggar et du Zeralda permet un renforcement significatif des lignes entre l'Algérie et l'Europe et plus particulièrement en été. La CNAN aligne désormais en saison estivale jusqu'à sept car-ferries, dont cinq en propriété.
En mai 1982, le navire est victime d'un violent incendie au niveau de son garage alors qu'il se trouve à quai à Marseille. Le sinistre nécessite alors la mobilisation de 150 hommes du bataillon de marins-pompiers ainsi que l'intervention du bateau-pompe Lacydon. 
En 1987, le Zeralda est transféré au sein d'Algérie Ferries, nouvelle société publique chargée des activités du transport des passagers. 
Au début des années 2000, Algérie Ferries entreprend le renouvellement de sa flotte vieillissante. Le Zeralda est retiré du service en mai 2005 et vendu à la compagnie égyptienne Cleopatra Navigation qui rachète également ses deux sister-ships.
Rebaptisé Cleopatra Moon, Il entre en service en février 2006 entre l'Égypte et l'Arabie saoudite, transportant majoritairement des pèlerins musulmans vers La Mecque. Finalement retiré du service en 2010, il est désarmé, non loin de son jumeau l'ex-Hoggar, dans la baie de Suez. Le navire, abandonné, demeure au mouillage pendant treize années. Alors que son sister-ship chavire et s'échoue au fond du port en 2017, le Cleopatra Moon est pour sa part ravagé par un incendie et déclaré en perte totale le 1er octobre 2023.

## Aménagements
Le Zeralda possédait 8 ponts. Si le navire s'étend en réalité sur 9 ponts, l'un d'entre eux était inexistant au niveau du garage afin de permettre au navire de transporter du fret. Le pont le plus haut était désigné comme le pont promenade et ceux destinés aux passagers par ordre alphabétique de A à C. Les locaux passagers occupaient principalement les ponts A et B ainsi qu'une partie du pont C tandis que l'équipage logeait sur le pont Promenade. La totalité du pont D et l'arrière du pont C abritait quant à eux le garage. Lors de son passage sous pavillon algérien, le garage du pont C sera toutefois supprimé pour permettre l'aménagement, entre autres, de salons fauteuils.

### Locaux communs
Durant sa courte carrière sous les couleurs de Nippon Car Ferry, les passagers avaient à leur disposition un restaurant-cafétéria, un grill, un salon, un izakaya, un cinéma, un sauna, deux sentō (bains publics) ainsi que des salles de jeux de cartes aux ponts inférieurs.
À la suite de sa vente en Algérie, les aménagements ont subi quelques transformations. Le salon sur le pont A a été agrandi grâce à l'adjonction d'un bloc tandis qu'une cafétéria a été aménagée à l'arrière du pont C à la place du pont garage supérieur. Certaines anciennes installations telles que le grill, l'izakaya ou les bains publics ont été supprimées.

### Cabines
À l'époque japonaise, le Bougainvillea était équipé d'une suite à deux places, 9 cabines luxe à quatre de style japonais, 12 cabines luxe à deux de style occidental, 34 cabines de 1re classe à quatre de style occidental et 15 à six de style japonais. Les passagers de la classe Touriste étaient quant à eux logés dans des dortoirs situés à l'avant du navire.
Durant sa carrière en Méditerranée, les cabines du pont A ont été conservées et attribuées à la classe Économique tandis que les dortoirs du pont B ont été supprimés et remplacés par des cabines plus spacieuses destinées à la classe Cabine. Sur le pont C, les dortoirs ont laissé place à d'autres cabines de la classe Économique à l'avant du navire et le garage supérieur a été supprimé et remplacé par des salons fauteuils.

## Caractéristiques
Le Zeralda mesurait 118 mètres de long pour 20,40 mètres de large, son tonnage était à l'origine de 5 964 UMS avant d'être porté en 1976 à 9 747 UMS. Il pouvait embarquer dans sa configuration initiale 1 010 passagers puis 1 164 après sa transformation. Il possédait un garage pouvant à l'origine contenir 111 véhicules particuliers ainsi que 40 remorques. Le garage était accessible par deux portes rampes axiale, l'une située à la proue et l'autre à la poupe. La porte avant sera toutefois condamnée lors des travaux de 1976 qui verront également la capacité du garage portée à 200 véhicules. La propulsion du Zeralda était assurée par deux moteurs diesels Pielstick-Nippon Kokan 12PC2V développant une puissance de 8 200 kW entrainant deux hélices à pas variables KaMeWa faisant filer le bâtiment à une vitesse de 19 nœuds. Il était également doté d'un stabilisateur anti-roulis à ailerons repliables. Les dispositifs de sécurité se composaient à l'époque essentiellement de radeaux de sauvetage, ils ont ensuite été complétés en 1976 par huit embarcations de sauvetage ouvertes de taille moyenne ainsi que deux autres de plus petite taille.

## Lignes desservies
Pour Nippon Car Ferry de 1971 à 1974, le Bougainvillea a relié les îles d'Honshū et de Kyūshū sur la ligne Kawasaki - Hyūga.
Pour la CNAN puis Algérie Ferries de 1976 à 2005, le Zeralda effectuait les liaisons entre l'Algérie, la France et l'Espagne. Il naviguait ainsi, au départ d'Alger, d'Oran, de Béjaïa, de Skikda ou d'Annaba vers Marseille et Alicante.
Le navire a ensuite terminé sa carrière en transportant des pèlerins entre l'Égypte et l'Arabie saoudite pour la compagnie Cleopatra Navigation de 2006 à 2010.